# IRAS 16293-2422
IRAS 16293–2422是一個聯星系統，由至少兩顆原恆星A和B組成，兩星之間的距離是700天文單位（au），它們的質量都與太陽的質量相似。這個系統位於蛇夫座ρ恆星形成區，距離太陽系140秒差距。天文學家使用阿塔卡瑪大型毫米波天線陣在恒星周圍的氣體中發現了乙醇醛━一種簡單的單糖。這一發現是首次在太陽型恆星周圍的太空中發現糖，其尺度相當於太陽和天王星的距離；也就是說， 在預計會出現形成行星盤的尺度。這一發現顯示生命的組成部分可能在正確的時間、正確的地點，出現在環繞恆星形成的行星中。
氯甲烷，也稱為甲基氯，首次在IRAS16293–2422的星際介質中被探測到。  氯甲烷是一種重要的生物標誌物，但它在原恒星系統中的發現表明它也可以通過空間中的非生物過程形成。 
發現吸積盤有部分以相反方向旋轉，這是第一次有這樣的發現，意味著當行星形成時，內行星的軌道可能與外型星相反。